# Hiệp An (xã)
Hiệp An là một xã thuộc huyện Đức Trọng, tỉnh Lâm Đồng, Việt Nam.

## Địa lý
Xã Hiệp An có vị trí địa lý:
- Phía đông giáp huyện Đơn Dương
- Phía tây giáp huyện Lâm Hà
- Phía nam giáp xã Hiệp Thạnh
- Phía bắc giáp thành phố Đà Lạt.

Xã Hiệp An có diện tích 61,48 km², dân số năm 2022 là 12.140 người, mật độ dân số đạt 197 người/km².

## Lịch sử
Ngày 18 tháng 6 năm 1999, Chính phủ ban hành Nghị định số 38/1999/NĐ-CP về việc thành lập xã Hiệp An trên cơ sở 5.400 ha diện tích tự nhiên và 6.100 nhân khẩu của xã Hiệp Thạnh.